# Föderation Europäischer Nationaler Ingenieurverbände
Die Föderation Europäischer Nationaler Ingenieurverbände (eingetragen im Register in Brüssel auf Französisch als Fédération Européenne d’Associations Nationales d’Ingénieurs, abgekürzt FEANI; englisch European Federation of National Engineering Associations) ist eine Non-Profit-Organisation nach belgischem Recht (AISBL).

## Geschichte
Gegründet wurde die FEANI 1951 von deutschen und französischen Ingenieuren in Paris. Seit 1997 befindet sich ihr Sitz in Brüssel.
Zum 1. Januar 2023 wurde der Name in ENGINEERS EUROPE umbenannt.

## Organisation
Die FEANI (ab 2023: EINGINEERS EUROPE) ist der europäische Dachverband nationaler Ingenieur-Vereinigungen, ihre drei Arbeitssprachen sind als Englisch, Französisch und Deutsch festgeschrieben. Mitglieder können nur nationale Ingenieurvereinigungen werden, die wiederum die Interessen ihrer Einzelmitglieder vertreten. Zum Stand 2014 werden 350 nationale Professionisten- und wissenschaftliche Organisationen aus 32 europäischen Ländern als Mitglieder angegeben, die 3,5 bis 4 Millionen Ingenieure repräsentieren. Die Organisation ist Gründungsmitglied der World Federation of Engineering Organizations (WFEO).

### Leitung
Zu den bisherigen Präsidenten zählten unter anderem Willi Fuchs, ehemaliger Direktor des Vereins Deutscher Ingenieure (VDI), und der Däne Lars Boytoft. Im Oktober 2020 wurde der VDI-Direktor Ralph Appel für eine dreijährige Amtszeit zum neuen Präsidenten gewählt.

## Interessenvertretung
Nach Eigenangaben ist die Organisation anerkannt als Autorität in allen Belangen der Ausbildung und der Berufsentwicklung der Ingenieure, sowohl in Europa als auch weltweit.
Als Mission der Repräsentation und der Stärkung der europäischen Ingenieure sind angegeben:
- Steigerung der Karriereentwicklung der Mitglieder
- Bemühung, eine gemeinsame Stimme der europäischen Ingenieure zu sein
- Stärkung der beruflichen Identität

In ihrer Vision 2014 hat die FEANI fünf strategische Themenfelder definiert:
- Ausbildung und kontinuierliche berufliche Weiterbildung
- Mobilität (über die Nationalstaaten)
- Berufliche und ethische Standards
- “Societal Engineering Issues”
- “European Engineering Culture in Global Fora”

## Produkte

### EngineerING Card
Die von der FEANI ausgegebene EngineerING Card war von 2005 bis 2020 ein standardisierter Berufsausweis im Scheckkartenformat. Ähnlich wie beim EU-Führerschein sind die Datenfelder alphanumerisch nummeriert, sodass die Inhalte in allen Ländern, in denen die Karte anerkannt ist, trotz anderer Sprache problemlos identifiziert werden können. Die Karte war gedacht als ein Werkzeug der Mobilität und zur Validierung der beruflichen Erfahrung. Die Karte wurde jedoch eingestellt.

### EUR ING
Siehe auch: DVT, Abschnitt: EUR ING
Die FEANI bzw. EUROPE ENGINEERS verleiht an Mitglieder der nationalen Mitglieds-Ingenieurvereinigungen den Titel EUR ING (englisch European Engineer) in der jeweiligen nationalen Sprache (in Österreich: Europaingenieur; in Deutschland, sofern nicht in der englischen Form angewendet oftmals als Europa Ingenieur). Voraussetzung dafür ist, dass das den Antrag stellende Mitglied (als natürliche Person) die dafür erforderliche Qualifikation und Berufserfahrung nachweisen kann.
Die Anträge sind an die nationalen Mitgliedsorganisationen zu richten, diese sind z. B.:
- In Deutschland der Deutsche Verband Technisch-Wissenschaftlicher Vereine (DVT),
- in Österreich der Verband Österreichischer Ingenieure (VÖI) sowie der Österreichische Ingenieur- und Architekten-Verein (ÖIAV),
- in der Schweiz der Berufsverband Swiss Engineering

## Veröffentlichungen
- Verschiedene Dokumente (Vereinbarungen, Präsentationen, Positionspapiere etc.) werden auf der Website angeboten, siehe dort.